# Бархударов, Маис Шукюр оглы
Маис Шукюр оглы Бархударов (азерб. Mais Şükür oğlu Bərxudarov; род. 20 апреля 1976, Губадлы) — азербайджанский военный деятель, генерал-лейтенант Вооружённых сил Азербайджанской Республики, участник боевых действий в Нагорном Карабахе в начале апреля 2016 года, командир воинского объединения во время Второй карабахской войны осенью 2020 года. Командир 2-го армейского корпуса ВС Азербайджана.

## Биография

Маис Бархударов (стоит третий слева) среди учеников Алияра Алиева, 1980-е годы.

Маис Бархударов родился в городе Кубатлы Азербайджанской ССР. С детства увлекался борьбой. Был учеником борца Алияра Алиева, участвовавшего впоследствии в Первой карабахской войне и ставшего Национальным героем Азербайджана (посмертно). События, разворачивавшиеся в те годы в Карабахе, привели Бархударова в спецшколу имени Джамшида Нахичеванского.
Влияние на Бархударова в годы учёбы в спецшколе оказал начальник школы, бывший министр обороны страны генерал-лейтенант Валех Баршатлы. В 1993 году вместе с группой курсантов Бархударов принял решение добровольно отправиться на фронт. Узнав об этом, Баршатлы вызвал курсантов к себе и отговорил от данного шага, уговорив продолжить обучение.

## Военная деятельность
В ночь на 2 апреля 2016 года на линии соприкосновения армяно-азербайджанских сил в Нагорном Карабахе начались интенсивные боевые действия. Соглашение о прекращении огня было заключено только 5 апреля. В ходе столкновений командир корпуса полковник Маис Бархударов принимал участие во взятии высоты Лелетепе. С началом боевых действий он лично сел в танк и ринулся в бой на первой линии атаки. По словам очевидцев, данный жест командира корпуса воодушевил солдат, заставив сражаться с особой активностью. 19 апреля в соответствии с распоряжением президента Азербайджана Ильхама Алиева ряд участников столкновений были награждены «за проявленный героизм и отвагу при защите территориальной целостности Азербайджанской Республики». Полковнику Маису Бархударову «за особые заслуги в деле защиты независимости и территориальной целостности Азербайджанской Республики, а также за отличие при выполнении своих служебных обязанностей и задач, возложенных на воинскую часть» в этот же день распоряжением президента страны было присвоено звание генерал-майора. Бархударов стал первым офицером, за последние 20 лет, которому было присвоено звание генерала за непосредственное участие в боевых действиях.

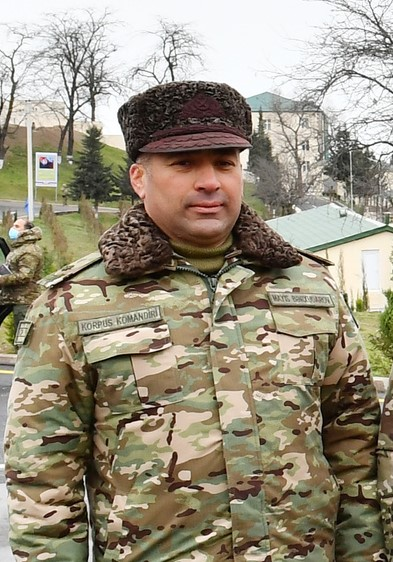
Командир корпуса генерал-майор Маис Бархударов в Гадруте. Декабрь 2021 года

В конце сентября 2020 года в Нагорном Карабахе возобновились боевые действия с применением танков, летательных аппаратов и артиллерии. Генерал-майор Маис Бархударов в ходе боевых действий занимал должность командира воинского объединения. Возглавляемая им войсковая группа действовала в южном направлении фронта. 4 октября Верховный Главнокомандующий Вооружёнными силами Азербайджана, президент республики Ильхам Алиев поздравил командиров соединений генерал-майора Маиса Бархударова, генерал-майора Хикмета Мирзоева и возглавляемый ими личный состав «с освобождением от оккупации города Джебраил и девяти сёл района».
В июле 2021 года генерал-майор Маис Бархударов принял участие  в открытии новой воинской части на территории Ходжавендского района. В декабре этого же года вместе с президентом страны принял участие в открытии воинской части в поселке Гадрут.
8 ноября 2023 года возглавлял парадный расчёт 2-го армейского корпуса во время военного парада в Ханкенди, приуроченного к третьей годовщине победы Азербайджана во Второй карабахской войне.

## Воинские звания
- 1998 — старший лейтенант
- 2012 — полковник
- 2016 — генерал-майор (19 апреля)
- 2022 — генерал-лейтенант (4 ноября)[14]

## Награды
- В 1998 году старший лейтенант Маис Бархударов был награждён орденом «Азербайджанское знамя»[15]. Вручал награду Бархударову лично президент страны Гейдар Алиев.
- В 2012 году полковник Маис Бархударов за особую службу в деле сохранения независимости и территориальной целостности Азербайджана, за отличие в исполнении служебного долга и задач, поставленных перед воинской частью был награждён медалью «За Родину»[16][17].
- В 2019 году генерал-майор Маис Бархударов по случаю 100-летия создания Азербайджанской армии и за особые заслуги в защите и сохранении территориальной целостности Азербайджанской Республики, отличие при выполнении поставленных перед ним заданий был награждён медалью «За отвагу»[18].
- 9 декабря 2020 года распоряжением Президента Азербайджанской Республики за высокий профессионализм при управлении боевыми операциями во время освобождения территорий и восстановления территориальной целостности Азербайджанской Республики, а также за мужество и отвагу при несении военной службы был награждён орденом «Карабах»[19].
- 24 декабря 2020 года распоряжением президента Азербайджанской Республики Ильхама Алиева генерал-майор Маис Шукюр оглы Бархударов «за личную доблесть и отвагу, продемонстрированную при участии в боевых операциях за освобождение от оккупации Джебраильского района Азербайджанской Республики» был награждён медалью «За освобождение Джебраила»[20].
- 25 декабря 2020 года распоряжением президента Азербайджанской Республики Ильхама Алиева генерал-майор Маис Шукюр оглы Бархударов «за личную доблесть и отвагу, продемонстрированную при участии в боевых операциях за освобождение от оккупации Зангиланского района Азербайджанской Республики» был награждён медалью «За освобождение Зангилана»[21].
- 25 декабря 2020 года распоряжением президента Азербайджанской Республики Ильхама Алиева генерал-майор Маис Шукюр оглы Бархударов «за личную доблесть и отвагу, продемонстрированную при участии в боевых операциях за освобождение от оккупации Физулинского района Азербайджанской Республики» был награждён медалью «За освобождение Физули»[22].
- 25 декабря 2020 года распоряжением президента Азербайджанской Республики Ильхама Алиева генерал-майор Маис Шукюр оглы Бархударов «за личную доблесть и отвагу, продемонстрированную при участии в боевых операциях за освобождение от оккупации Ходжавендского района Азербайджанской Республики» был награждён медалью «За освобождение Ходжавенда»[23].
- 29 декабря 2020 года распоряжением президента Азербайджанской Республики Ильхама Алиева генерал-майор Маис Шукюр оглы Бархударов «за личную доблесть и отвагу, продемонстрированную при участии в боевых операциях за освобождение от оккупации Губадлинского района Азербайджанской Республики» был награждён медалью «За освобождение Губадлы»[24].
- 29 декабря 2020 года распоряжением президента Азербайджанской Республики Ильхама Алиева генерал-майор Маис Шукюр оглы Бархударов «за личную доблесть и отвагу, продемонстрированную при участии в боевых операциях за освобождение от оккупации города Шуша Азербайджанской Республики» был награждён медалью «За освобождение Шуши»[25].
- 7 ноября 2023 года распоряжением президента Азербайджанской Республики Ильхама Алиева генерал-лейтенант Маис Шукюр оглы Бархударов «за проявленные высокий профессионализм, храбрость и мужество в обеспечении территориальной целостности Азербайджанской Республики, а также за отличие при выполнении своих служебных обязанностей и задач, возложенных на воинскую часть» был награждён орденом «Доблесть» III степени[26].